# Préfectures de la République centrafricaine
Les Préfectures sont des circonscriptions administratives de la République centrafricaine.

## Liste
Depuis 2021, la République centrafricaine est légalement divisée en 20 préfectures (chef-lieu mis entre parenthèses) et 84 sous-préfectures. Les préfectures sont :
- La capitale nationale, Bangui, est une prefecture séparée.
- Bamingui-Bangoran (Ndélé)
- Basse-Kotto (Mobaye)
- Haute-Kotto (Bria)
- Haut-Mbomou (Obo)
- Lime-Pende (Paoua)
- Kémo (Sibut)
- Lobaye (Mbaïki)
- Mambéré (Carnot)
- Mambéré-Kadéï (Berbérati)
- Mbomou (Bangassou)
- Nana-Mambéré (Bouar)
- Ombella-M'Poko (Boali)
- Ouaka (Bambari)
- Ouham (Bossangoa)
- Ouham-Fafa (Batangafo)
- Ouham-Pendé (Bozoum)
- Vakaga (Birao)
- Nana-Grébizi (Kaga-Bandoro)
- Sangha-Mbaéré (Nola)

## Histoire

### 1961
Après l'indépendance, la République centrafricaine instaure les Préfectures en 1961 (Loi 60-179 du 23 janvier 1961). Issues des Régions mises en place pendant la période coloniale, elles sont au nombre de douze :
- Basse-Kotto (Mobaye)
- Nana-Mambéré (Bouar)
- Haute-Kotto (Bria)
- Haute-Sangha (Berbérati)
- Kémo-Gribingui (Fort-Sibut)
- Lobaye (M'Baïki)
- M'Bomou (Bangassou)
- Obo-Zémio (Obo)
- Ombella-M'Poko (Bangui)
- Ouaka (Bambari)
- Ouham (Bossangoa)
- Ouham-Pendé (Bozoum)

Auxquelles s'ajoutent deux sous-préfectures autonomes : Birao et N'Délé.

### 1964
En 1964, la capitale Bangui est érigée en commune autonome. En novembre 1964, Bimbo devient chef-lieu de l'Ombella-M'Poko, deux préfectures sont renommées, Bouar-Baboua devient la Nana-Mambéré et Obo-Zémio prend le nom de Haut-Mbomou. Les deux sous-préfectures autonomes sont érigées en préfectures, portant leur nombre à 14 :
- Bamingui-Bangoran (Ndélé)
- Vakaga (Birao)

### 1974
La Kémo-Gribingui est divisée en deux, la partie nord devient la Gribingui économique avec comme chef-lieu Kaga-Bandoro nouveau nom de Crampel. La préfecture de Sangha économique est créée par le démembrement d'une partie occidentale de la Lobaye, et le sud de la Haute-Sangha, elle a pour chef-lieu : Nola. Le pays compte 16 préfectures.

### 1988
La Présidence Kolingba, confirme la division du pays en 16 préfectures administrées par les préfets. Les chefs-lieux sont indiqués entre parenthèses  : 
- Bamingui-Bangoran (Ndélé)
- Basse-Kotto (Mobaye)
- Haute-Kotto (Bria)
- Haut-Mbomou (Obo)
- Kémo (Sibut)
- Lobaye (Mbaïki)
- Mambéré-Kadéï (Berbérati)
- Mbomou (Bangassou)
- Nana-Mambéré (Bouar)
- Ombella-M'Poko (Bimbo)
- Ouaka (Bambari)
- Ouham (Bossangoa)
- Ouham-Pendé (Bozoum)
- Vakaga (Birao)
- Gribingui économique (Kaga-Bandoro)
- Sangha économique (Nola)

La capitale nationale, Bangui, jouit d'un statut particulier, elle constitue une commune.
Les 16 préfectures sont constituées de 53 sous-préfectures.

## Quartiers deBangui
- Km5, Combattant, Gobongo, Galabadja, Miskine, Gbakondja, Damala, Ngongono, Boy-rabe, Cattin, Fatima
- Lakouanga, Sica I, Sica II, Sica III, Saïdou, Ngaragba, Sango, Bruxelles, Kpetene, Yapele, Miskine, Malimaka,
- Benz-Vi, Castors, Petevo, Ramandji, 200 Villas, Fouh
- Yangato, Bangui-Mpoko, Walingba, Sarah, Fondo, Saidou, Mbossoro, 92 Logements, Ngbenguewe, Ngou-ciment, Ouango, Ngatoua, Landjia, Mboko, Sao, Batignol, Boeing, Damala, Tournant, Sinistrer, Tekpa, Magombassa,Malla,Saint Paul 1, Saint Paul 2,ndangué,kolongo 1-2,cité jean 23,bataillon,

## Arrondissements de Bangui et périphéries
1er arrondissemnet, au centre-ville, 2e arrondissement proche de la ville, 3e arrondissement au km 5, 4e au sortie nord de Bangui, 5e au centre de la ville, 6e vers le sud de la ville, 7e vers l'est de la ville, 8e vers le nord de la ville, Bimbo sortie sud de la ville, et Bégoua à la sortie nord de Bangui.